# Poospiza boliviana
Poospiza boliviana là một loài chim trong họ Thraupidae.